# Damion Downs
Damion Lamar Downs (ur. 6 lipca 2004 w Werneck) – amerykański piłkarz pochodzenia niemieckiego występujący na pozycji napastnika, reprezentant Stanów Zjednoczonych, od 2025 roku zawodnik angielskiego Southampton.
Jego ojciec pochodzi ze Stanów Zjednoczonych, zaś matka z Niemiec. Urodził się w Niemczech, następnie od pierwszego do dziewiątego roku życia mieszkał w Stanach Zjednoczonych, by następnie powrócić do Niemiec.